# دوروثي بيكر (بائعة هوى)
دوروثي بيكر (بالإنجليزية: Dorothy Baker)‏ هي بائعة هوى ‏ أمريكية، ولدت في 1916، وتوفيت في 14 مايو 1973 في غريت فولز في الولايات المتحدة.